# Lista Unita
Lista unita (in lettone, Apvienotais saraksts; AS) è un'alleanza politica fondata in Lettonia nel 2022. L'alleanza è composta dal Partito dei verdi lettone, dall'Alleanza Lettone delle Regioni, dal partito Liepaja e dall'associazione "Lista unita delle Lettonia", guidata dall'imprenditore edile Uldis Pīlēns. Nello stesso anno della sua fondazione, alle elezioni parlamentari, l'alleanza è riuscita a superare lo sbarramento del 5%, conquistando l'11,01% dei consensi.

## Risultati elettorali
| Elezione          | Voti    | %     | Seggi    |
| ----------------- | ------- | ----- | -------- |
| Parlamentari 2022 | 100.631 | 11,01 | 15 / 100 |
| Europee 2024      | 42.551  | 8,18  | 1 / 9    |